# Zimowe Igrzyska Olimpijskie 1924
I Zimowe Igrzyska Olimpijskie odbyły się we francuskiej miejscowości Chamonix w 1924. W programie igrzysk pojawiło się 16 konkurencji sportowych, w których udział wzięło łącznie 314 zawodników (w tym 13 kobiet) z 19 krajów.

## Opis
I Zimowe Igrzyska Olimpijskie odbyły się w Chamonix pod nazwą Tygodnia sportów zimowych. Dopiero w 1926 na sesji MKOl w Lizbonie impreza otrzymała nazwę I zimowych igrzysk olimpijskich. Zawody odbywały się od 25 stycznia do 5 lutego 1924 r. Oficjalne otwarcie nastąpiło 25 stycznia 1924 r. na stadionie olimpijskim w Chamonix. Dokonał tego podsekretarz stanu ministerstwa edukacji i wychowania Gaston Vidal. Następnie przyrzeczenie olimpijskie wypowiedział narciarz Camille Mandrillon. W igrzyskach startowało 314 zawodników (w tym 13 kobiet) z 19 krajów. Wśród nich była Polska. Zawody zostały rozegrane w 7 dyscyplinach: bobslejach, curlingu, łyżwiarstwie figurowym (dyscyplina rozegrana również podczas Letnich IO w 1908 i 1920 roku), hokeju na lodzie (dyscyplina rozegrana również podczas Letnich IO w 1920 roku), patrolu wojskowym (prekursor biathlonu), narciarstwie klasycznym i łyżwiarstwie szybkim. Rywalizację w bobslejach wygrała druga osada szwajcarska z czasem 5:45:54 pokonując drugą osadę brytyjską i pierwszą osadę belgijską. Curling wygrali Brytyjczycy przed Szwedami i Francuzami. Wśród solistów najlepszy był Gillis Grafström ze Szwecji, wśród solistek Austriaczka Herma Planck, a najlepszą parą okazała się Engelmann/Berger (AUT). W hokeju niepokonani byli Kanadyjczycy, zdobywają 110 bramek i tracąc 3. Pokonali oni drużyny USA i Wielkiej Brytanii. Patrol wojskowy wygrali Szwajcarzy pokonując Finów i Francuzów. Wszystkie (oprócz jednego) medale w narciarstwie klasycznym zdobyli Norwegowie oddając jeden Amerykanom. W łyżwiarstwie szybkim 8 medali zdobyli Finowie, 7 Norwegowie, a jeden USA.

## Państwa uczestniczące
| - Austria - Belgia - Czechosłowacja - Finlandia - Francja - Królestwo SHS - Kanada - Łotwa |  | - Norwegia - Polska - Stany Zjednoczone - Szwajcaria - Szwecja - Węgry - Wielka Brytania - Włochy |

## Wyniki
| - Biegi narciarskie - Bobsleje - Curling - Hokej na lodzie |  | - Kombinacja norweska - Łyżwiarstwo figurowe - Łyżwiarstwo szybkie - Skoki narciarskie |

### Dyscyplina pokazowa
- Patrol wojskowy

## Obiekty olimpijskie

### Obiekty sportowe
| Obiekt                              | Położenie | Rozgrywane dyscypliny                  | Pojemność |
| ----------------------------------- | --------- | -------------------------------------- | --------- |
| La Piste de Bobsleigh des Pellerins | Chamonix  | Bobsleje                               | ?         |
| Le Tremplin Olympique du Mont       | Chamonix  | skoki narciarskie, kombinacja norweska | ?         |
| Stade Olympique de Chamonix         | Chamonix  | curling, hokej na lodzie, łyżwiarstwo  | 45 000    |

## Statystyka medalowa
| Klasyfikacja medalowa |                   |       |        |      |       |
| Lp.                   | Państwo           | złoto | srebro | brąz | razem |
| 1                     | Norwegia          | 4     | 7      | 6    | 17    |
| 2                     | Finlandia         | 4     | 4      | 3    | 11    |
| 3                     | Austria           | 2     | 1      | 0    | 3     |
| 4                     | Szwajcaria        | 2     | 0      | 1    | 3     |
| 5                     | Stany Zjednoczone | 1     | 2      | 1    | 4     |
| 6                     | Wielka Brytania   | 1     | 1      | 2    | 4     |
| 7                     | Szwecja           | 1     | 1      | 0    | 2     |
| 8                     | Kanada            | 1     | 0      | 0    | 1     |
| 9                     | Francja           | 0     | 0      | 3    | 3     |
| 10                    | Belgia            | 0     | 0      | 1    | 1     |